# 伊万·阿库洛夫
伊万·阿列克谢耶维奇·阿库洛夫（俄語：Ива́н Алексе́евич Аку́лов，1888年4月12日（格里历：4月24日）—1937年10月30日），苏联党和国家领导人，检察官。曾任俄共（布）奥伦堡省委主席、克里米亚省委执行书记、乌克兰工会中央理事会主席、格别乌副主席、乌共（布）顿涅茨克州委第一书记、苏联总检查长等职务。

## 生平
- 1888年4月12日（格里历：4月14日）出生于圣彼得堡的一个小商人家庭。幼年父亲去世，家道中落，由母亲抚养长大。1905年毕业于圣彼得堡工商学院。
- 1906年5月-1908年2月，圣彼得堡一家商业报纸编辑部文员。1907年加入俄国社会民主工党（布）。
- 1908年2月被捕，判处1年有期徒刑。出狱后在圣彼得堡从事革命工作。
- 1909年6月-1911年8月，助理会计师、俄英商会通讯员。后失业。
- 1912年1月-1913年5月，Prodamet辛迪加通讯员。
- 1913年5月-6月，圣彼得堡金属工人工会理事会书记。
- 1913年6月被捕，流放萨马拉省。
- 1914年1月-5月，萨马拉证券交易所助理秘书。
- 1914年5月-1917年2月，萨马拉市治病。1915年曾到芬兰维堡从事革命工作。
- 1917年2月-11月，俄国社会民主工党（布）维堡市军事委员会负责人。
- 1917年12月-1918年1月，俄国社会民主工党（布）叶卡捷琳堡市委书记。
- 1918年1月-5月，俄共（布）乌拉尔州委书记。
- 1918年5月-8月，红军车里雅宾斯克-兹拉图斯特方面军军需官。
- 1918年10月-12月，俄共（布）维亚特卡省委主席。期间，1918年11月-1919年1月，维亚特卡省省长。
- 1919年2月-1920年8月，俄共（布）奥伦堡省委主席。
- 1920年8月-1921年1月，俄共（布）吉尔吉斯自治社会主义苏维埃共和国党委执行书记。
- 1921年1月-3月，克里米亚革命委员会书记。
- 1921年3月-11月，俄共（布）克里米亚省委执行书记。
- 1921年12月-1927年5月，矿工工会中央理事会主席团成员。期间，1922年-1925年，顿涅茨克省矿工工会主席。1925年-1927年5月，乌克兰苏维埃社会主义共和国矿工工会中央理事会主席。
- 1927年5月-1929年5月，乌克兰苏维埃社会主义共和国工会中央理事会主席。
- 1929年6月-1930年5月，全苏总工会第二书记。
- 1929年12月-1931年7月，苏联工农监察副人民委员。
- 1931年7月-1932年10月，国家政治保卫局第一副主席。
- 1932年9月-1933年9月，乌共（布）顿涅茨克州委第一书记。
- 1933年6月-1935年3月，苏联总检察长。
- 1935年3月-1937年9月，苏联中央执行委员会主席团书记。
- 1937年7月23日被捕。他被指控参与策划反革命军事政变，开除党籍。7月29日被苏联最高法院军事审判庭判处死刑，第二日执行，终年49岁。葬于顿河修道院公墓。
- 1954年12月平反，1955年5月恢复党籍。

阿库洛夫是俄国社会民主工党（布）6大，俄共（布）10、13-14大，联共（布）15-17大代表，第14、16-17次代表会议代表；第15届中央委员，第12-13、16届中央监察委员，第16届中央组织委员。